# 林錬作
林 錬作（はやし れんさく、1852年6月1日（嘉永5年4月14日） - 1935年（昭和10年）10月18日）は、大日本帝国陸軍軍人。最終階級は陸軍少将。

## 経歴
林徐助の長男としてのちの山口県に生まれる。1877年（明治10年）12月、陸軍士官学校旧1期卒業。1879年（明治12年）フランスに出張し帰朝後は陸軍士官学校教官となる。1899年（明治32年）2月、陸軍砲兵大佐に進み、同年10月、佐世保要塞砲兵連隊長に補され、陸軍砲工学校教官、東京湾要塞砲兵連隊長、函館要塞司令官を経て、1905年（明治38年）12月、再び佐世保要塞砲兵連隊長となり、翌年7月、陸軍少将に進級と同時に予備役に編入した。

## 栄典
- 1899年（明治32年）4月10日 - 従五位[5]
- 1905年（明治38年）7月10日 - 正五位[6]
- 1906年（明治39年）10月20日 - 従四位[7]

## 著作
- 『兵器沿革略 前編』兵林館、1907年。
- 『本朝実業叢談』中央工学校、1919年。

## 親族
- 娘婿：松木直亮（二女ツタ夫、陸軍大将）[8]